# Polyacanthonotus rissoanus
Polyacanthonotus rissoanus is een straalvinnige vissensoort uit de familie van rugstekelalen (Notacanthidae). De wetenschappelijke naam van de soort is voor het eerst geldig gepubliceerd in 1857 door De Filippi & Verany.